# Christina Hart
Christina Hart (Lock Haven, 21 luglio 1949) è un'attrice statunitense.

## Filmografia parziale

### Cinema
- Le porno hostess in super 3-D (The Stewardesses), regia di Alf Silliman Jr. (1969)
- The Roommates, regia di Arthur Marks (1973)
- Mad Bomber - L'uomo sputato dall'inferno (The Mad Bomber), regia di Bert I. Gordon (1973)
- Chi ucciderà Charley Varrick? (Charley Varrick), regia di Don Siegel (1973)
- Anche il sesso è un affare di stato (Sex Play), regia di Jack Arnold (1974)
- Arizona campo 4 (Mean Dog Blues), regia di Mel Stuart (1978)
- Tutta colpa delle poste! (The Check Is in the Mail...), regia di Joan Darling (1986)

### Televisione
- Happy Days – serie TV, episodio 2x04 (1974)
- Bel Air - La notte del massacro (Helter Skelter) – serie TV, 2 episodi (1976)
- Tre cuori in affitto (Three's Company) – serie TV, episodio 1x03 (1977)
- Hear No Evil, regia di Harry Falk Jr. – film TV (1982)
- La signora in giallo (Murder, She Wrote) – serie TV, episodio 6x10 (1989)

## Vita privata
Sposata fino al 2018 (morte del marito) con l'attore Frank Doubleday, è la madre delle attrici Kaitlin Doubleday e Portia Doubleday.